# Liparetrus pallidulus
Liparetrus pallidulus är en skalbaggsart som beskrevs av Macleay 1888. Liparetrus pallidulus ingår i släktet Liparetrus och familjen Melolonthidae. Inga underarter finns listade i Catalogue of Life.